# Simon Cowley
Simon Peter Cowley (4 de octubre de 1976) es un deportista australiano que compitió en natación. Ganó dos medallas de oro en el Campeonato Pan-Pacífico de Natación de 1999, en las pruebas de 100 m braza y 200 m braza.

## Palmarés internacional
| Campeonato Pan-Pacífico | Campeonato Pan-Pacífico | Campeonato Pan-Pacífico | Campeonato Pan-Pacífico |
| Año                     | Lugar                   | Medalla                 | Prueba                  |
| ----------------------- | ----------------------- | ----------------------- | ----------------------- |
| 1999                    | Sídney (Australia)      | Medalla de oro          | 100 m braza             |
| 1999                    | Sídney (Australia)      | Medalla de oro          | 200 m braza             |